# Friedrich Mensching (Politiker)
Friedrich Heinrich Wilhelm Mensching (* 12. September 1874 in Hülshagen; † 30. April 1934 ebenda) war ein deutscher Landwirt und Politiker (NSDAP).

## Leben
Friedrich Mensching wurde als Sohn eines Landwirts geboren. Er betätigte sich nach dem Schulbesuch in der Landwirtschaft und übernahm später den elterlichen Hof in Hülshagen.
Mensching war 1918 Mitglied der Landesversammlung des Freistaates Schaumburg-Lippe. Bei der Landtagswahl im Mai 1931 wurde er als Abgeordneter in den Schaumburg-Lippischen Landtag gewählt, dem er bis zu dessen Auflösung 1933 angehörte. Darüber hinaus bekleidete er für lange Zeit das Amt des Gemeindevorstehers in Hülshagen.
Friedrich Mensching war seit 1898 verheiratet.